# That's Why God Made the Radio (álbum)
That’s Why God Made Radio é o vigésimo nono álbum de estúdio da banda de rock americana The Beach Boys, lançado em 5 de junho de 2012 pela Capitol Records. Produzido por Brian Wilson, o álbum foi gravado de forma a coincidir com os 50 anos da banda, sendo seu primeiro disco de inéditas desde o lançamento de Summer in Paradise em 1992. O álbum é o primeiro a apresentar o guitarrista e vocalista de apoio David Marks desde o lançamento do Little Deuce Coupe de 1963. É também o primeiro álbum dos Beach Boys a ser feito desde a morte do guitarrista e vocalista Carl Wilson, em 1998. Precedido pelo single "That's Why God Made the Radio", o álbum alcançou o número 3 na Billboard 200, sendo seu melhor resultado com um disco de inéditas desde 1965, e quebrando o recorde de longevidade no top 10 na parada da banda The Beatles por dois anos.

## Antecedentes
No final de 2010, começaram a circular os rumores de que os membros sobreviventes dos Beach Boys se reuniriam para uma turnê de 50º aniversário e álbum inédito. Apesar de alguma incerteza e negações iniciais, em 16 de dezembro de 2011, foi anunciado que Brian Wilson, Mike Love, Al Jardine, Bruce Johnston e David Marks se reuniriam para um novo álbum e turnê em 2012. O reencontro de estúdio foi lançado com uma regravação da banda do single "Do It Again", de 1968 e que apareceu originalmente em seu álbum 20/20, de 1969.

## Desempenho comercial
O disco estreou no número 3 e se tornou o álbum com melhor colocação em 37 anos, desde que a compilação Endless Summer atingiu o primeiro lugar nas paradas americanas em 1974. É o melhor resultado de álbum de estúdio nas paradas desde 1965 quando o disco Summer Days (And Summer Nights!!) foi # 2. Ele também se tornou o primeiro top 10 álbum de estúdio da banda desde 1976 com 15 Big Ones, que marcou a volta de Brian Wilson como produtor da banda depois de dez anos.  O álbum estreou nas paradas britânicas no número 15, dando ao grupo seu melhor desempenho desde 1971 com Surf's Up. O álbum estreou no número 15 no Canadian Albums Chart.

### Faixas
1. "Think About the Days" (Brian Wilson, Joe Thomas) – 1:27
  - The Beach Boys nos vocais
2. "That's Why God Made the Radio" (Wilson, Thomas, Larry Millas, Jim Peterik) – 3:19
  - Brian Wilson nos Vocais
3. "Isn't It Time" (Wilson, Mike Love, Thomas, Millas, Peterik) – 3:45
  - Brian Wilson, Bruce Johnston, Al Jardine, Mike Love e Jeff Foskett nos vocais
4. "Spring Vacation" – (Wilson, Love, Thomas) - 3:06
  - Mike Love, Bruce Johnston e Brian Wilson nos vocais
5. "The Private Life of Bill and Sue" (Wilson, Thomas) – 4:17
  - Brian Wilson nos vocais
6. "Shelter" (Wilson, Thomas) – 3:02
  - Brian Wilson, Jeff Foskett e Mike Love nos vocais
7. "Daybreak Over the Ocean" (Love) – 4:20
  - Mike Love nos vocais
8. "Beaches in Mind" (Wilson, Love, Thomas) – 2:38
  - Mike Love nos vocais
9. "Strange World" (Wilson, Thomas)  – 3:03
  - Brian Wilson nos vocais"
10. "From There to Back Again" (Wilson, Thomas) – 3:23
  - Al Jardine e Brian Wilson nos vocais
11. "Pacific Coast Highway"" (Wilson, Thomas)– 1:47
  - Brian Wilson nos Vocais
12. "Summer's Gone" (Wilson,Jon Bon Jovi e Thomas)– 2:20
  - Brian Wilson nos Vocais